# Ann Kathrin Linsenhoff

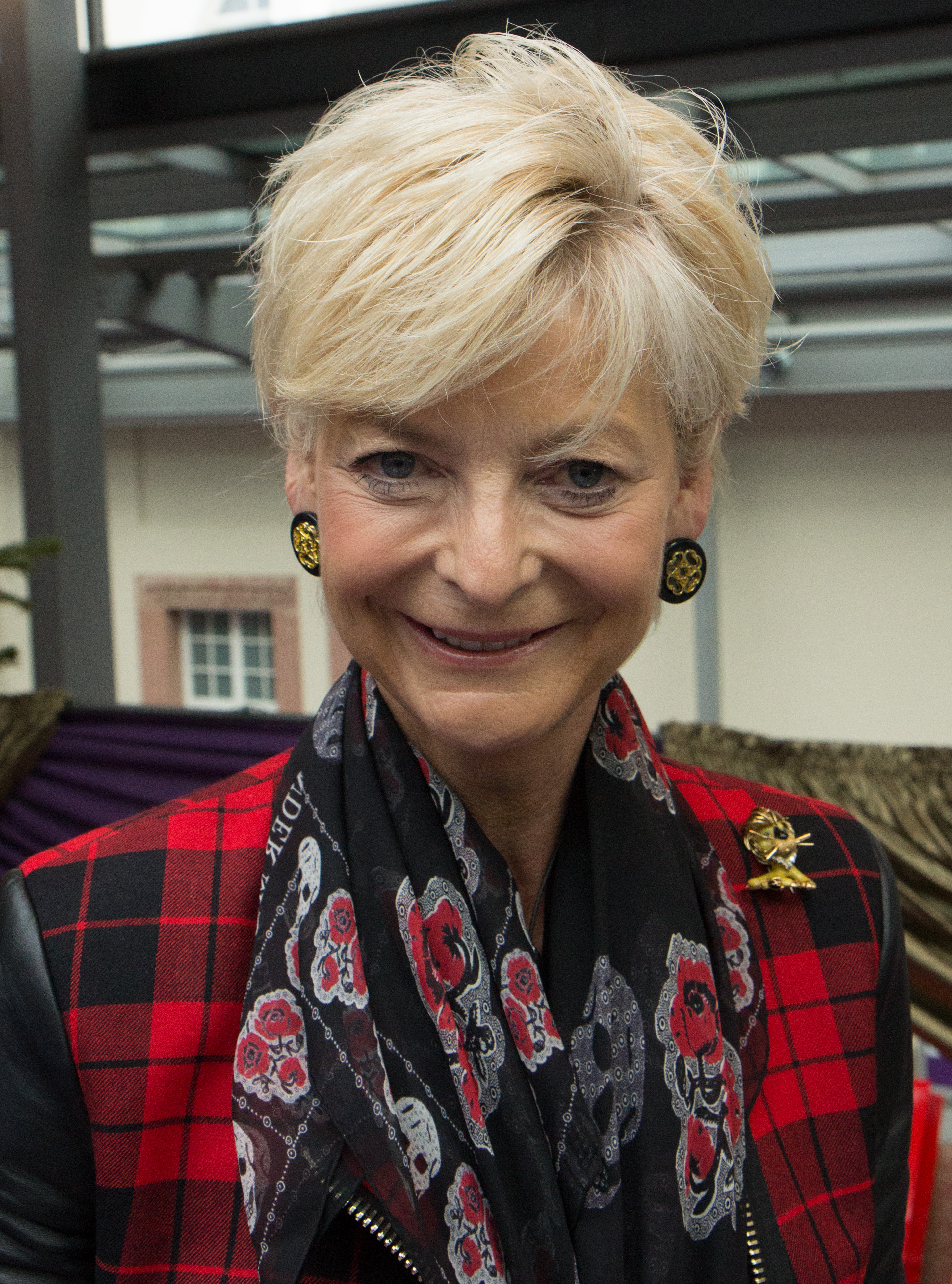
Linsenhoff, 2017

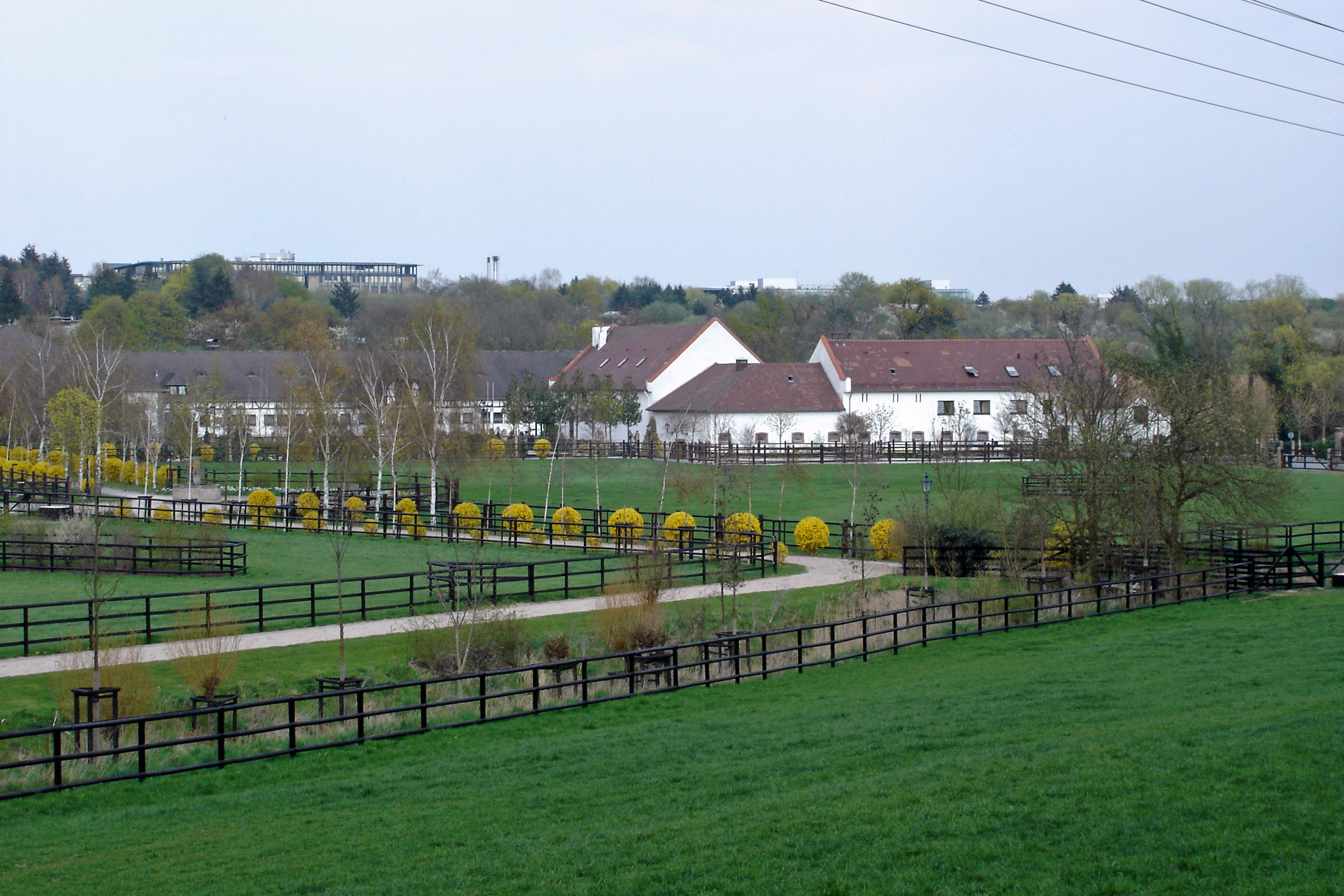
Gestüt „Schafhof“

Ann Kathrin Linsenhoff (* 1. August 1960 in Düsseldorf) ist eine deutsche Stifterin, Sport-Funktionärin, Politikerin (CDU) und ehemalige Dressurreiterin. Sie war 10 Jahre stellvertretende Vorsitzende von UNICEF Deutschland und ist jetzt Kuratoriumsmitglied von UNICEF Deutschland.
Den größten Erfolg ihrer sportlichen Karriere feierte sie 1988 bei den Olympischen Spielen in Seoul, als sie zusammen mit der deutschen Dressur-Equipe Olympiasiegerin wurde.

## Sportliche Karriere
Ann Kathrin Linsenhoff ist die Tochter der zweifachen Olympiasiegerin im Dressurreiten und Unternehmerin Liselott Linsenhoff, geborene Schindling, und von Fritz Linsenhoff. Sie hat einen Bruder. Sie zeigte schon als junge Reiterin ihr Talent: 1981 gewann sie bei der Deutschen Meisterschaft der Jungen Reiter die Silbermedaille. Bei der Europameisterschaft der Jungen Reiter im selben Jahr in Rotterdam gewann sie mit der Mannschaft der Deutschen Reiterlichen Vereinigung den Titel und belegte in der Einzelkonkurrenz Platz 3.
Danach musste sich Linsenhoff zunächst gegen die starke nationale Konkurrenz durchsetzen. Erst ab 1987 etablierte sie sich an der Spitze der deutschen Dressurreiter. Zwischen 1987 und 1990 wurde sie viermal in Folge Deutsche Vizemeisterin.
In diese Zeit fallen auch ihre größten internationalen Erfolge. 1987 wurde sie im englischen Goodwood Mannschaftseuropameisterin und Vizeeuropameisterin in der Einzelkonkurrenz. Bei den Olympischen Spielen 1988 in Seoul gewann sie auf ihrem Pferd Courage 10 zusammen mit Nicole Uphoff, Monica Theodorescu und Reiner Klimke unangefochten die Goldmedaille im Mannschaftswettbewerb. Im Jahr darauf verteidigte sie in Mondorf-les-Bains ihren Titel als Mannschaftseuropameisterin und gewann hinter Nicole Uphoff und der Französin Margit Otto-Crépin in der Einzelkonkurrenz die Bronzemedaille. Schließlich folgte 1990 bei den Weltreiterspielen in Stockholm der Weltmeistertitel mit der Mannschaft.
Ein sportliches Comeback feierte Ann Kathrin Linsenhoff 2002 bei den Weltreiterspielen in Jerez de la Frontera mit ihrem zweiten Titel als Mannschaftsweltmeisterin. Sie konnte bei der Europameisterschaften im Dressurreiten 2005 in Hagen einen weiteren Europameisterschaftstitel erringen. Anfang April 2007 erklärte sie aus gesundheitlichen Gründen ihren Rücktritt vom aktiven Reitsport (Borreliose).

## Privat und Beruf
Ihr Großvater Adolf Schindling (* 1887; † 1963) war der Gründer des Turnierstalls „Schwarz-Gelb“ in Kronberg im Taunus.
Ann Kathrin Linsenhoff ist Mutter zweier Kinder; sie hat einen Sohn (* 1991) und eine Tochter (* 2001). 1989 hatte sie Michael Kroth geheiratet, die Ehe endete kurz nach dem Tod ihrer Mutter im Jahr 1999. Seit 2000 ist sie mit dem Reitlehrer Klaus Martin Rath (* 1959) zusammen, die Heirat folgte 2004. Er ist auch der Vater von Matthias Alexander Rath (* 1984).
Linsenhoff ist approbierte Tierärztin und besitzt in Kronberg im Taunus das Gestüt „Schafhof“, das sie nach dem Tod ihrer Mutter Lieselott Linsenhoff († 1999) im Jahr 2000 übernahm. Für ihr Pferd Renoir erhielt sie 2001 den renommierten Otto-Lörke-Preis als bestes „Nachwuchspferd des Jahres“.
Im Sommer 2002 gründete sie unter dem Dach von UNICEF eine eigene mit 500.000 € dotierte Stiftung, die Ann-Kathrin-Linsenhoff-UNICEF-Stiftung. Drei ihrer Spitzenpferde tragen seither den Beinamen UNICEF. Alle Preis- und Sponsorengelder dieser Pferde kommen direkt dem Kinderhilfswerk zugute.
Nachdem sie bereits Anfang 2006 ihr Pferd Renoir an ihren Stiefsohn Matthias Alexander Rath abgegeben hatte, gab sie auch ihr Erfolgspferd Sterntaler Anfang 2008 an ihn weiter.
Zum 1. Januar 2008 übernahm Ann Kathrin Linsenhoff als erste Frau in diesem Amt den Vorsitz der Stiftung Deutsche Sporthilfe, welchen sie aber – nach Unstimmigkeiten mit dem Aufsichtsrat – bereits im September 2008 wieder niederlegte. Von April 2008 bis 2018 war sie stellvertretende Vorsitzende von UNICEF Deutschland.
Paul Schockemöhle kaufte im Oktober 2010 den um 10 Millionen Euro gehandelten Dressurhengst Totilas. Anschließend bildete er mit Ann Kathrin Linsenhoff eine Besitzergemeinschaft. Auf Linsenhoffs «Schafhof» wurde extra eine Deckstation eingerichtet, da der Hengst neben dem Sport auch in der Zucht eingesetzt wurde. Reiter des Tieres war Matthias Alexander Rath.
Am 14. April 2011 wurde Linsenhoff das Bundesverdienstkreuz am Bande und 2022 die 1. Klasse verliehen, welches Hessens Ministerpräsident Boris Rhein ihr im Januar 2023 auf ihrem Gestüt bei Kronberg im Rahmen einer Feierstunde überreichte. Außerdem wurde ihr 1988 das Silberne Lorbeerblatt verliehen.
Linsenhoff ist Mitglied der CDU. Seit 2024 ist sie Landesschatzmeisterin der CDU Hessen und damit Mitglied im hessischen CDU-Präsidium und -Parteivorstand. Zur Bundestagswahl 2025 kandidiert sie auf Listenplatz 10 der hessischen CDU-Landesliste.
2007 spendete Ann Kathrin Linsenhoff insgesamt 65.000 Euro an die CDU, eine der größten Spenden, die 2007 durch eine Privatperson eingebracht wurden.